# غاليليو (مسبار فضائي)

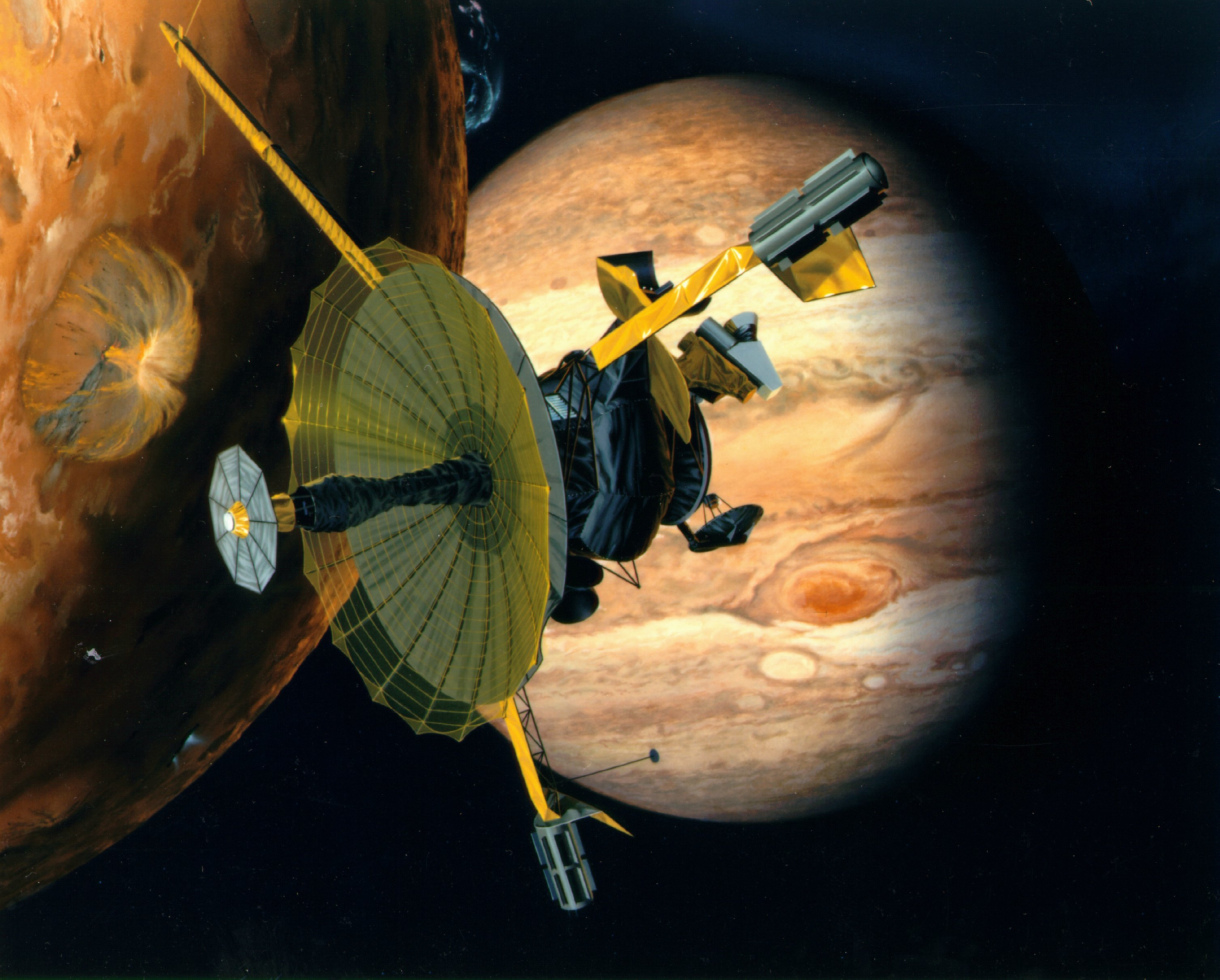
تصور فنان لمركبة غاليليو عند القمر آيو مع ظهور المشتري في الخلفية؛ يظهر الهوائي عالي الكسب منتشرًا بالكامل.

غاليليو (بالإنجليزية: Galileo)، وهو مسبار فضاء روبوتي أمريكي اختص بدراسة كوكب المشتري وأقماره، بالإضافة إلى العديد من الأجرام الأخرى بالمجموعة الشمسية. سُمي المسبار نسبةً إلى عالم الفلك الإيطالي غاليليو غاليلي، وكان يتكون من مركبة مدارية ومسبار دخول عبر الغلاف الجوي. أُطلق المسبار إلى المدار الأرضي يوم 18 أكتوبر 1989 بواسطة المكوك الفضائي أتلانتيس. وصل غاليليو إلى المشتري يوم 7 ديسمبر 1995، بعد تنفيذ مناورة مساعدة الجاذبية بالقرب من كوكبي الزهرة والأرض، وأصبح المسبار أول مركبة فضائية تدور حول كوكب المشتري. تولى مختبر الدفع النفاث (JPL) بناء مركبة غاليليو الفضائية، كما أدار برنامج غاليليو الفضائي لوكالة ناسا. قدمت الشركة الألمانية الغربية مسرشميت بولكو بلوم (MBB) وحدة الدفع. أدار مركز أميس للأبحاث المسبار الجوي، الذي صُنع بواسطة شركة هيوز للطائرات. كانت كتلة المركبة المدارية والمسبار الجوي معًا عند الإطلاق 2562 كيلوغرامًا بطول 6.15 متر. تستقر المركبات الفضائية في العادة عبر الدوران حول محور ثابت، أو من خلال الحفاظ على وضعية ثابتة بالنسبة للشمس وأحد النجوم، واستخدمت غاليليو كلتا الطريقتين. كان أحد قطاعات غاليليو يدور بمعدل ثلاث دورات في الدقيقة، ما جعل المركبة مستقرةً لتثبيت الأجهزة العلمية الستة التي جمعت البيانات من عدة اتجاهات مختلفة، بما يشمل أجهزة المجالات والجسيمات. استخدم فريق عمليات المهمة برنامجًا حاسوبيًا يضم 650 ألف سطر من الأكواد البرمجية في عملية تصميم التتابع المداري للرحلة، و1615000 سطر في تفسير عمليات القياس عن بعد، و550 ألف سطر في عمليات الملاحة.

## التطوير

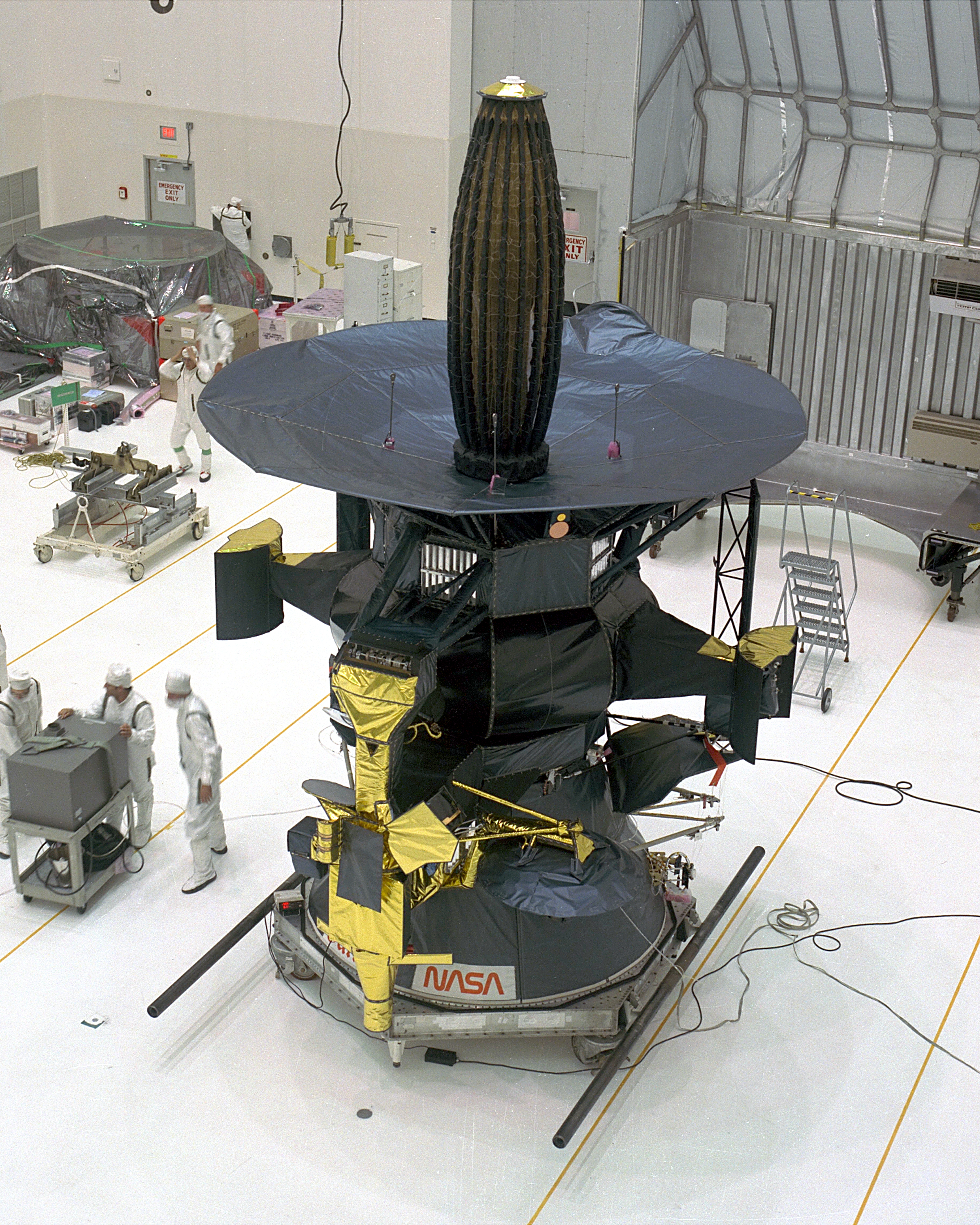
تجهيز غاليليو للارتباط مع معزز المرحلة العليا القصورية في منشأة المعالجة الرأسية (VPF).

يعتبر كوكب المشتري أضخم كواكب المجموعة الشمسية، بكتلة تعادل ضعف كتلة جميع الكواكب الأخرى مجتمعةً. بدأ التفكير في إرسال مسبار فضائي إلى المشتري منذ عام 1959. فكرت المجموعة الاستشارية العلمية (SAG) لمهام المجموعة الشمسية الخارجية، والتابعة لوكالة ناسا، في المتطلبات اللازمة لتطوير مركبات مدارية ومسابير جوية لكوكب المشتري. ولوحظ أن تقنيات تطوير الدروع الحرارية اللازمة للمسابير الجوية لم تكن متوفرةً بعد آنذاك، ولم تتوفر منشآت قادرة على اختبار أحد هذه الدروع في ظروف مشابهة لظروف كوكب المشتري حتى عام 1980. أسندت إدارة ناسا هذه المهمة إلى مختبر الدفع النفاث ليكون مركز قيادة مشروع مسبار المشتري المداري (JOP). وسيكون هذا المسبار خامس مركبة فضائية تزور كوكب المشتري، ولكنه سيكون أول مركبة تدور حوله، وسيكون المسبار الجوي أول مركبة تدخل غلافه الجوي.
اتُخذ قرار هام في هذا الوقت باستخدام مركبة برنامج مارينر الفضائية، مثل التي استُخدمت في مهمة فوياجر، لتكون مركبة المشتري المدارية، بدلًا من استخدام مركبة بيونير. كانت بيونير تستقر عبر دوران المركبة الفضائية عند 60 دورةً في الدقيقة، ما أتاح للمركبة رؤية 360 درجةً بما يحيطها، ولم تتطلب المركبة وجود نظام تحكم بالوضعية. وعلى النقيض، كانت مارينر مزودةً بنظام تحكم بالوضعية مع ثلاثة جيروسكوبات ومجموعتين من ستة دوافع نفاثة نيتروجينية. حُددت وضعية المركبة بالنسبة للشمس ونجم سهيل، وكانت تراقبهما باستخدام مستشعرين رئيسيين وأربعة مستشعرات ثانوية. زُودت المركبة أيضًا بوحدة مرجعية قصورية ومقياس للتسارع. وسمح هذا للمركبة بالتقاط صور بدقة عالية، ولكن جاءت هذه المزايا الوظيفية على حساب زيادة الوزن. بلغ وزن مارينر 722 كيلوغرامًا، مقارنةً بمركبة بيونير التي بلغ وزنها 146 كيلوغرامًا فقط.
أصبح جون أر. كاساني، الذي ترأس مشروعي مارينر وفوياجر، أول مدير لمشروع غاليليو. طلب كاساني اقتراحات لأسماء أكثر إلهامًا للمشروع، وكانت أغلب التصويتات في صالح «غاليليو» نسبةً إلى غاليليو غاليلي، أول من رأى كوكب المشتري عبر التلسكوب. كان اكتشاف غاليليو عام 1610 لما تُعرف الآن بالأقمار الغاليلية التي تدور حول المشتري دليلًا هامًا على صحة نموذج كوبرنيكوس للمجموعة الشمسية. لُوحظ أيضًا أن هذا الاسم كان لإحدى المركبات الفضائية بالمسلسل التلفزيوني ستار تريك. اعتُمد الاسم في فبراير 1978.
صُنعت مركبة غاليليو الفضائية بواسطة مختبر الدفع النفاث، وأدار المختبر مهمة غاليليو لوكالة ناسا. قدمت الشركة الألمانية الغربية مسرشميت بولكو بلوم (MBB) وحدة الدفع. أدار مركز أميس للأبحاث المسبار الجوي، الذي صُنع بواسطة شركة هيوز للطائرات. عند الإطلاق، كانت كتلة المركبة المدارية والمسبار الجوي معًا عند الإطلاق 2562 كيلوغرامًا بطول 6.15 متر. تستقر المركبات الفضائية في العادة عبر الدوران حول محور ثابت، أو من خلال الحفاظ على وضعية ثابتة بالنسبة للشمس وأحد النجوم، واستخدمت غاليليو كلتا الطريقتين. كان أحد قطاعات غاليليو يدور بمعدل ثلاث دورات في الدقيقة، ما جعل المركبة مستقرةً لتثبيت الأجهزة العلمية الستة التي جمعت البيانات من عدة اتجاهات مختلفة، بما يشمل أجهزة المجالات والجسيمات. وعلى الأرض، استخدم فريق عمليات المهمة برنامجًا حاسوبيًا يضم 650 ألف سطر من الأكواد البرمجية في عملية تصميم التتابع المداري للرحلة، و1615000 سطر من الأكواد في تفسير عمليات القياس عن بعد، و550 ألف سطر من الأكواد في عمليات الملاحة. خضعت جميع مكونات المركبة الفضائية، بالإضافة إلى قطع الغيار، إلى اختبارات لمدة 2000 ساعة. كان من المتوقع أن تستمر المركبة في عملها لمدة خمس سنوات على الأقل، وهي مدة طويلة بما يكفي حتى تصل المركبة إلى المشتري وتنفذ مهمتها.
يوم 19 ديسمبر 1989، غادرت المركبة مختبر الدفع النفاث في باسادينا (كاليفورنيا)، في أول مرحلة من رحلتها، إذ نُقلت المركبة بريًا إلى مركز كينيدي للفضاء (KSC) في فلوريدا. وبسبب كارثة المكوك الفضائي تشالنجر، لم تنطلق بعثة المكوك في تاريخ إطلاقها بشهر مايو. أُعيد تعيين موعد إطلاق المهمة ليكون يوم 12 أكتوبر 1989. تقرر إطلاق مركبة غاليليو الفضائية بواسطة بعثة إس تي إس 34 على متن مكوك الفضاء أتلانتيس. ومع اقتراب موعد إطلاق غاليليو، سعت المجموعات المناهضة للطاقة النووية، قلقًا مما اعتبروه خطرًا غير مقبول على سلامة الشعب من البلوتونيوم المشع المستخدم في بطاريات النظائر المشعة (RTGs) ووحدات المصدر الحراري للأغراض العامة (GPHS) بمركبة غاليليو، إلى إصدار أمر قضائي من المحكمة بمنع إطلاق غاليليو. كانت بطاريات النظائر المشعة ضروريةً لمسابير الفضاء العميق بسبب انطلاقها في مسافات بعيدة عن الشمس، ما يجعل استخدام الطاقة الشمسية أمرًا غير عملي.
تأخر إطلاق المهمة مرتين أخريين؛ مرة بسبب عطل في متحكم المحرك الرئيسي أدى إلى تأجيل الإطلاق حتى يوم 17 أكتوبر، ومرة أخرى بسبب الطقس العنيف، ما أدى إلى تأجيل الإطلاق حتى اليوم التالي، ولكن لم تشكل هذه التأجيلات أي مشكلة نظرًا لامتداد نافذة الإطلاق حتى يوم 21 نوفمبر. انطلق أتلانتيس أخيرًا يوم 18 أكتوبر في الساعة 16:53:40 حسب التوقيت العالمي المنسق (UTC)، لتصل إلى مدار بارتفاع 343 كيلومترًا. أُطلقت غاليليو في المدار بنجاح في الساعة 00:15 UTC يوم 19 أكتوبر. وبعد تشغيل معزز المرحلة العليا القصورية (IUS)، اتخذت غاليليو تشكيلها للتحليق المنفرد، عند انفصالها عن المرحلة العليا القصورية في الساعة 01:06:53 UTC يوم 19 أكتوبر. كان الإطلاق مثاليًا، وسرعان ما اتخذت غاليليو طريقها إلى كوكب الزهرة بسرعة 14 ألف كيلومتر في الساعة. عاد أتلانتيس بسلام إلى الأرض يوم 23 أكتوبر.